# I Can Hear Your Voice
 (décembre 2022).
I Hear Your Voice  (hangeul : 너의 목소리가 들려 ; romanisation: Neoui moksoriga deulryeo  ) est une série télévisée sud-coréenne en 18 épisodes de 70 minutes diffusé du 5 juin 2013 au 1er août 2013 sur SBS en Corée du Sud. Elle met en vedette Lee Bo-young, Lee Jong-suk et Yoon Sang Hyun,,.

## Synopsis
Jang Hye-seong, avocate commis d'office, est frivole et ne prête aucun intérêt aux affaires de justice qu'on lui attribue ; ce, face à Cha Gwan-wu, avocat engagé et passionné. Sa rencontre avec Park Su-ha, jeune lycéen ayant la faculté d'écouter les pensées, lui permet de défendre une affaire et de donner du sens à sa profession.
Dix ans auparavant une affaire de meurtre les unissait. Aujourd'hui, l'assassin refaisant surface, l'affaire se rouvre. De nouveaux dangers émergent… Embarquement pour un voyage où se mêlent justice, injustice, coupables, innocents, mensonge et vérité.

## Distribution

### Acteurs principaux
- Lee Bo-young : Jang Hye-sung (avocat)
  - Kim So-hyun : Hye-sung (15 ans)
- Lee Jong-suk : Park Soo-ha, alias « Stalker »
  - Goo Seung-hyun : Soo-ha (9 ans)
- Yoon Sang Hyun : Cha Gwan-woo (avocat)
- Lee Da-hee : Seo Do-yeon (procureur)
  - Jung Min-ah : Do-yeon (15 ans)

### Acteurs secondaires
- Jung Woong-in : Min Joon-gook, meurtrier du père de Soo-ha
- Yoon Joo-sang : avocat Shin Sang-deok
- Choi Sung-joon : Choi Yoo-chang, greffier du bureau des défenseurs publics
- Kim Kwang-gyu : juge Kim Gong-sook
- Kim Ga-eun : Go Sung-bin, camarade de classe de Soo-ha
- Park Doo-shik : Kim Choong-ki, camarade de classe de Soo-ha
- Kim Hae-sook : Eo Choon-shim, la mère de Hye-sung
- Kim Byung-ok : Hwang Dal-joong, compagnon de cellule de Joon-gook
- Jung Dong-hwan : juge Seo Dae-seok, le père de Do-yeon
- Jang Hee-soo : la mère de Do-yeon
- Jo Deok-hyeon : Park Joo-hyeok, le père de Soo-ha
- Kim Soo-yeon : Moon Dong-hee, camarade de classe de Sung-bin qui est un artiste aurait-être
- Jang Hee-woong : procureur Jo, surnommé Mr. Glass-like Hair

### Caméos et des apparitions
- So Yi-hyun : l'avocat de Joon-gook (caméo, épisodes 1 et 12)
- Jeon Soo-kyung : Femme du cabinet dentaire (caméo, épisode 1)
- Kim Sung-kyun : détective (caméo, épisode 1)
- Han Ki-won : Jeong Pil-jae, le jumeau aîné (apparition, épisodes 4-6)
- Han Ki-woong : Jeong Pil-seung, le jumeau plus jeune (apparition, épisodes 4-6)
- Lee Byung-joon : tête de la société de journal gratuit (caméo, épisode 7)
- Kim Hwan : présentateur de l'information (voix, épisode 8)
- Kim Gi-cheon : escroc déguisé en un handicapé visuel (caméo, épisode 9)
- Kim Hak-rae : client de spa (caméo, épisode 10)
- Kim Mi-kyung : Jeon Young-ja/Seon Chae-ok, épouse de Dal-joong (apparition, épisodes 12-14, épisode 16)
- Ahn Moon-sook : tête de l'orphelinat (caméo, épisode 13)
- Kim Min-jong : Choi Yoon (avocat) (caméo, épisode 14)
- Um Ki-joon : Um Ki-joon (avocat) (caméo, épisode 14)
- Pyeon Sang-wook : présentateur de l'information (caméo, épisode 15)
- Kim Mi-ryu : magasin de collier greffier (caméo, épisode 16)
- Ahn Young Mi : magasin de collier client (caméo, épisode 16)
- Kangnam du groupe M.I.B : pickpocket (caméo, épisode 17)
- Jung Man-shik : entretien de l'académie de police (caméo, épisode 18)

## Production

### Musique

#### Partie 1
1. "Dolphins (돌고래, Dolgorae)" - Every Single Day
2. "Echo (에코, Eko)" - Every Single Day
3. "Dolphins (Inst.)"
4. "Echo (Inst.)"

#### Partie 2
1. "Why Did You Just Come Now? (왜 이제야 왔니?, Wae Ijeya Watni?)" - Jung Yeop
2. "Why Did You Just Come Now? (Inst.)"

#### Partie 3
1. In My Eyes (두 눈에. 두 볼에. 가슴에, Du Nune. Du Bole. Gaseume)" - Kim Yeonji
2. "The Days We Were Happy (우리 사랑했던 날들, Woori Saranghatdeon Naldeul)" - Na-rae

#### Partie 4
1. "Words You Can't Hear (너에겐 들리지 않는 그 말, Neoegen Deulriji Anneun Geu Mal)" - Shin Seung-hun
2. "Words You Can't Hear (Inst.)"

#### Partie 5
1. "Sweetly Lalala (달콤하게 랄랄라, Dalkomhage Ralralra)" (Melody Day)
2. "Sweetly Lalala (Inst.)"

#### Autres
1. "Echo Strings"
2. "Sea and Stars"
3. "Breaking Moment"
4. "Sus 4"
5. "Return"
6. "Don't Forget"
7. "Circus in Court Strings"
8. "Unhappy Misery"
9. "Echo Arp."

## Diffusion internationale
- SBS (2013)
- KNTV[4]
- Workpoint TV
- ONE TV ASIA
- Entertainment Channel / CABLE No. 1 Channel / TVB J2
- GTV / ELTA TV
- GMA Network

## Personnages
Jang Hye-seongAccusée à tort par sa rivale Seo Do-yeon d'avoir provoqué un accident de feu d'artifice, Jang Hye-seong comprend très jeune que ce n'est pas toujours la vérité qui triomphe. Elle décide pourtant de témoigner lors du procès du tueur du père de Park Su-ha alors que Seo Do-yeon, qui avait aussi assisté au meurtre, se défile. Cet événement influencera le reste de sa vie : terrorisée par Min Joon-gook, le tueur qui a juré de se venger d'elle lorsqu'il sortirait de prison, Jang Hye-seong qui regrette de s'être impliquée devient une avocate égoïste qui néglige ses clients. Jusqu'à-ce qu'elle revoie Park Su-ha…
Park Su HaDepuis l'accident de voiture provoqué par Min Joon-gook pour tuer son père, Park Su-ha possède l'étrange capacité de lire les pensées des gens lorsqu'il voit leurs yeux. Mais lorsqu'il essaie d'en parler pour convaincre le tribunal que Min Joon-gook a bien assassiné son père, il est discrédité aux yeux des jurés qui ne le considèrent alors plus que comme un enfant traumatisé qui ne sait plus ce qu'il dit. C'est Jang Hye-seong qui, par son témoignage alors qu'elle n'était qu'une lycéenne, a permis que Min Joon-gook soit condamné pour ce meurtre. Devant la menace que Min Joon-gook représente désormais pour elle, Park Su Ha lui fait la promesse de la protéger. Le jeune homme grandit alors en gardant cette promesse à l'esprit. À présent lycéen à son tour, il s'entraine durement aux arts-martiaux et cherche désespérément à retrouver celle qui a été son premier amour.
Min Joon-gookDéterminé à tuer le père de Park Su-ha à n'importe quel prix, c'est à la barre de métal qu'il l'achève voyant que l'accident de voiture qu'il avait provoqué n'avait pas tué sa cible. Mais au moment où il s'apprête à en faire de même avec le petit garçon, il est interrompu par deux lycéennes qui ont assisté à la scène. Devant l'arrivée imminente de la police, Min Joon Gook renonce à les poursuivre mais les menace de revenir se venger d'elles si elles le dénoncent. Malgré la menace, Jang Hye-seong vient témoigner contre lui au procès, anéantissant ses efforts de faire passer le meurtre pour un simple accident de voiture. Le tueur se jette alors sur la jeune fille et tente de l'étrangler devant toute l'assistance. Il jure de revenir la tuer à sa sortie de prison.
Seo Do-yeonDans la même classe que Jang Hye-seong au lycée, mais aussi fille de Seo Dae-seok le riche juge qui emploie la mère de Jang Hye-seong comme cuisinière, Do-yeon subit beaucoup de pression de la part de son père. Elle n'hésite pas à mentir pour faire punir Jang Hye-seong qu'elle croit coupable de l'accident de feux d'artifice, bien que cette dernière jure son innocence. Par peur, elle n'ose pas aller témoigner au procès de Min Joon-gook, dont son père est pourtant le juge. Elle aussi regrettera cet incident toute sa vie et devient alors procureur pour pouvoir se racheter et faire condamner les criminels. Mais ce métier la place à nouveau dans la position de rivale et d'adversaire de Jang Hye-seong, qu'elle affronte maintenant lors de procès.
Cha Gwan-wooAncien policier devenu avocat commis d'office par admiration pour Shin Sang-deok, son nouveau chef, maître Cha est un avocat en totale opposition à Jang Hye-seong. Toujours motivé et enthousiaste, il ne ménage pas ses efforts pour ses clients envers qui il a une confiance aveugle. Il arrive pourtant à trouver des qualités professionnelles à Jang Hye-seong, qui ne lui est pas indifférente.

## Accueil
| Numéro de l'épisode | Date de diffusion | Titre de l'épisode                                     | Part d'audience moyenne | Part d'audience moyenne     | Part d'audience moyenne | Part d'audience moyenne     |
| Numéro de l'épisode | Date de diffusion | Titre de l'épisode                                     | TNmS                    | TNmS                        | AGB Nielsen             | AGB Nielsen                 |
| Numéro de l'épisode | Date de diffusion | Titre de l'épisode                                     | Tout le pays            | Région de la capitale Séoul | Tout le pays            | Région de la capitale Séoul |
| ------------------- | ----------------- | ------------------------------------------------------ | ----------------------- | --------------------------- | ----------------------- | --------------------------- |
| 1                   | 5 juin 2013       | I Hear Your Voice                                      | 7.8%                    | 8.9%                        | 7.7%                    | 9.0%                        |
| 2                   | 6 juin 2013       | Bad Girl, Good Girl                                    | 11,6 %                  | 13,6 %                      | 12,7 %                  | 14,0 %                      |
| 3                   | 12 juin 2013      | I'll be there                                          | 14,0 %                  | 16,5 %                      | 15,0 %                  | 16,5 %                      |
| 4                   | 13 juin 2013      | Him in My Vague Memory                                 | 17,3 %                  | 20,1 %                      | 16,1 %                  | 17,5 %                      |
| 5                   | 19 juin 2013      | Words That Can't Be Trusted                            | 16,6 %                  | 19,3 %                      | 16,1 %                  | 17,7 %                      |
| 6                   | 20 juin 2013      | Me, Abandoned All Alone at the Edge of the World       | 16,6 %                  | 19,9 %                      | 17,8 %                  | 19,9 %                      |
| 7                   | 26 juin 2013      | Why Is a Sad Premonition Never Wrong?                  | 15,1 %                  | 17,0 %                      | 16,1 %                  | 18,4 %                      |
| 8                   | 27 juin 2013      | For Whom Are You Living?                               | 18,1 %                  | 20,7 %                      | 16,4 %                  | 18,1 %                      |
| 9                   | 3 juillet 2013    | If Even You Leave in Difficult Days                    | 17,3 %                  | 20,5 %                      | 17,9 %                  | 19,4 %                      |
| 10                  | 4 juillet 2013    | Why Am I Lost Searching for Painful Memories?          | 19,8 %                  | 23,2 %                      | 19,7 %                  | 20,9 %                      |
| 11                  | 10 juillet 2013   | I'm Sorry, I Hate You                                  | 22,2 %                  | 26,0 %                      | 22,1 %                  | 24,6 %                      |
| 12                  | 11 juillet 2013   | Etude of Memories                                      | 22,2 %                  | 25,8 %                      | 22,8 %                  | 24,8 %                      |
| 13                  | 17 juillet 2013   | The One Word in My Heart That I Can't Keep Inside      | 22,6 %                  | 25,7 %                      | 21,6 %                  | 23,7 %                      |
| 14                  | 18 juillet 2013   | Things That I Have to Be Silent in My Memory           | 23,6 %                  | 27,9 %                      | 23,1 %                  | 26,2 %                      |
| 15                  | 24 juillet 2013   | I Don't Ruin Anything                                  | 24,2 %                  | 27,4 %                      | 23,0 %                  | 24,8 %                      |
| 16                  | 25 juillet 2013   | The Thieving Magpie Overture                           | 25,2 %                  | 28,1 %                      | 24.1%                   | 26.7%                       |
| 17                  | 31 juillet 2013   | Without Your Eyes, I Can't Even See in Front of Myself | 23,7 %                  | 25,8 %                      | 22,3 %                  | 24,7 %                      |
| 18                  | 1er août 2013     | Through the Light in the Darkness, You Remain with Me  | 26.2%                   | 29.0%                       | 23,1 %                  | 24,8 %                      |
| Moyenne             | Moyenne           | Moyenne                                                | 19,1 %                  | 22,0 %                      | 18,8 %                  | 20,7 %                      |

## Distinctions
| Année | Prix                    | Catégorie                                                  | Bénéficiaire                             | Résultat   |
| ----- | ----------------------- | ---------------------------------------------------------- | ---------------------------------------- | ---------- |
| 2013  | Mnet 20's Choice Awards | Drame star de 20 - Masculin                                | Lee Jong-suk                             | Nomination |
| 2013  | Mnet 20's Choice Awards | Drame star de 20 - Féminin                                 | Lee Bo-young                             | Nomination |
| 2013  | Korea Drama Awards      | Meilleur couple prix                                       | Lee Jong-suk et Lee Bo-young             | Lauréat    |
| 2013  | Korea Drama Awards      | Prix d'excellence, Acteur                                  | Lee Jong-suk                             | Lauréat    |
| 2013  | Korea Drama Awards      | Prix d'excellence, Actrice                                 | Lee Da-hee                               | Nomination |
| 2013  | Korea Drama Awards      | Prix d'excellence en haut, Acteur                          | Jung Woong-in                            | Lauréat    |
| 2013  | Korea Drama Awards      | Meilleur écrivain                                          | Park Hye-ryun                            | Nomination |
| 2013  | Korea Drama Awards      | Meilleur directeur de la production                        | Jo Soo-won                               | Lauréat    |
| 2013  | Korea Drama Awards      | Meilleure série télévisée                                  | I Can Hear Your Voice                    | Nomination |
| 2013  | Korea Drama Awards      | Grand prix (Daesang)                                       | Lee Bo-young                             | Lauréat    |
| 2013  | APAN Star Awards        | Meilleur couple prix                                       | Lee Jong-suk et Lee Bo-young             | Lauréat    |
| 2013  | APAN Star Awards        | Prix d'interprétation, Acteur                              | Jung Woong-in                            | Lauréat    |
| 2013  | APAN Star Awards        | Prix d'excellence, Acteur                                  | Lee Jong-suk                             | Lauréat    |
| 2013  | APAN Star Awards        | Prix d'excellence en haut, Actrice                         | Lee Bo-young                             | Lauréat    |
| 2013  | Mnet Asian Music Awards | Meilleure bande originale                                  | "Why Did You Just Come Now?" - Jung Yeop | Nomination |
| 2013  | SBS Drama Awards        | Nouvelle récompense étoiles                                | Lee Da-hee                               | Lauréat    |
| 2013  | SBS Drama Awards        | Top 10 des étoiles                                         | Lee Bo-young                             | Lauréat    |
| 2013  | SBS Drama Awards        | Top 10 des étoiles                                         | Lee Jong-suk                             | Lauréat    |
| 2013  | SBS Drama Awards        | Acteur/Actrice de l'année (choisi par les administrateurs) | Lee Bo-young                             | Lauréat    |
| 2013  | SBS Drama Awards        | Prix spécial, acteur dans une minisérie                    | Jung Woong-in                            | Lauréat    |
| 2013  | SBS Drama Awards        | Prix spécial, acteur dans une minisérie                    | Kim Kwang-gyu                            | Nomination |
| 2013  | SBS Drama Awards        | Prix spécial, actrice dans une minisérie                   | Kim Hae-sook                             | Nomination |
| 2013  | SBS Drama Awards        | Prix d'excellence, acteur dans une minisérie               | Lee Jong-suk                             | Lauréat    |
| 2013  | SBS Drama Awards        | Prix d'excellence, acteur dans une minisérie               | Yoon Sang Hyun                           | Nomination |
| 2013  | SBS Drama Awards        | Prix d'excellence, actrice dans une minisérie              | Lee Da-hee                               | Nomination |
| 2013  | SBS Drama Awards        | Prix d'excellence en haut, actrice dans une minisérie      | Lee Bo-young                             | Nomination |
| 2013  | SBS Drama Awards        | Grand prix (Daesang)                                       | Lee Bo-young                             | Lauréat    |
| 2014  | Baeksang Arts Awards    | Acteur le plus populaire (TV)                              | Lee Jong-suk                             | En attente |
| 2014  | Baeksang Arts Awards    | Acteur le plus populaire (TV)                              | Yoon Sang-hyun                           | En attente |
| 2014  | Baeksang Arts Awards    | Actrice la plus populaire (TV)                             | Lee Bo-young                             | En attente |
| 2014  | Baeksang Arts Awards    | Meilleur acteur (TV)                                       | Lee Jong-suk                             | En attente |
| 2014  | Baeksang Arts Awards    | Meilleur acteur (TV)                                       | Lee Bo-young                             | En attente |
| 2014  | Baeksang Arts Awards    | Meilleur réalisateur (TV)                                  | Jo Soo-won                               | En attente |
| 2014  | Baeksang Arts Awards    | Meilleure série télévisée                                  | I Can Hear Your Voice                    | En attente |